# Wilge River (Vaal)
Der Wilge ist ein linker Nebenfluss des Vaal in Südafrika.

## Verlauf
Der Fluss hat seine Quellen im Osten der Provinz Freistaat. Er fließt zunächst in südwestliche Richtung. Kurz vor der Stadt  Harrismith, die er durchfließt, knickt er nach Nordwesten ab und behält für seinen restlichen Verlauf grob diese Richtung bei. Der Wilge mündet schließlich in den Vaal-Stausee.

## Hydrometrie
Die Abflussmenge des Wilge River wurde am Pegel Frankfort über die Jahre 1913 bis 2021, beim größten Teil seines Einzugsgebietes in m³/s gemessen.